# Platyrrhinus fusciventris
Platyrrhinus fusciventris (Velazco, Gardner & Patterson, 2010) è un pipistrello della famiglia dei Fillostomidi diffuso nell'America meridionale.

## Descrizione

### Dimensioni
Pipistrello di piccole dimensioni, con la lunghezza totale tra 58 e 61 mm, la lunghezza dell'avambraccio tra 35,4 e 40,1 mm, la lunghezza del piede tra 8 e 12 mm, la lunghezza delle orecchie tra 16 e 18 mm.

### Aspetto
La pelliccia è corta con i singoli peli dorsali bicolori. Le parti dorsali variano dal marrone chiaro al marrone scuro, con una striscia dorsale biancastra, talvolta poco visibile, che si estende dalla zona tra le spalle fino alla groppa, mentre le parti ventrali sono marroni chiare. Il muso è corto e largo. La foglia nasale è ben sviluppata e lanceolata. Due strisce bianche sono presenti su ogni lato del viso, la prima si estende dall'angolo esterno della foglia nasale fino a dietro l'orecchio, mentre la seconda parte dell'angolo posteriore della bocca e termina alla base del padiglione auricolare.  Le orecchie sono larghe, triangolari, ampiamente separate e con diverse pieghe poco marcate sulla superficie interna. Il trago è piccolo ed appuntito. Le ali sono attaccate posteriormente alla base dell'alluce. I piedi sono ricoperti di peli sparsi e corti o poco densi. È privo di coda, mentre l'uropatagio è ridotto ad una sottile membrana lungo la parte interna degli arti inferiori, con il margine libero densamente frangiato e a forma di V' rovesciata. Il calcar è corto.

## Distribuzione e habitat
Questa specie è diffusa nell'Ecuador centrale, Venezuela meridionale ed orientale, Guyana, Suriname, Guyana francese, Trinidad e negli stati brasiliani di Amazonas, Roraima, Pará, Amapá, Maranhão, Mato Grosso e Sergipe.

## Conservazione
Questa specie, essendo stata scoperta solo recentemente, non è stata sottoposta ancora a nessun criterio di conservazione.